# Калаелоа (Хаваји)
Калаелоа (енгл. Kalaeloa) насељено је место за статистичке потребе у америчкој савезној држави Хаваји. По попису становништва из 2010. у њему је живело 48 становника.

## Демографија
Према попису становништва из 2010. у граду је живело 48 становника.
| Група             | 2000.  | 2010.      |
| Белци             | . (.%) | 8 (16,7%)  |
| Афроамериканци    | . (.%) | 0 (0,0%)   |
| Азијати           | . (.%) | 3 (6,3%)   |
| Хиспаноамериканци | . (.%) | 10 (20,8%) |
| Укупно            | .      | 48         |